# Sanghar (Distrikt)
Der Distrikt Sanghar ist ein Verwaltungsdistrikt in Pakistan in der Provinz Sindh. Sitz der Distriktverwaltung ist die gleichnamige Stadt Sanghar.
Der Distrikt hat eine Fläche von 10.608 km² und nach der Volkszählung von 2017 2.057.057 Einwohner. Die Bevölkerungsdichte beträgt 194 Einwohner/km². Im Distrikt wird zur Mehrheit die Sprache Sindhi gesprochen.

## Lage
Der Distrikt befindet sich im zentralen Osten der Provinz Sindh, die sich im Südosten von Pakistan befindet. Sanghar liegt nordöstlich der Megastadt und regionalen Hauptstadt Karatschi.

## Verwaltungsgliederung
Der Distrikt ist administrativ in sechs Tehsil unterteilt:
- Jam Nawaz Ali
- Khipro
- Sanghar
- Shahdadpur
- Sinjhoro
- Tando Adam Khan

## Demografie
Zwischen 1998 und 2017 wuchs die Bevölkerung um jährlich 2,36 %. Von der Bevölkerung leben ca. 29 % in städtischen Regionen und ca. 71 % in ländlichen Regionen. In 374.609 Haushalten leben 1.064.484 Männer, 992.509 Frauen und 64 Transgender, woraus sich ein Geschlechterverhältnis von 107,3 Männer pro 100 Frauen ergibt und damit einen für Pakistan häufigen Männerüberschuss.
Die Alphabetisierungsrate in den Jahren 2014/15 bei der Bevölkerung über 10 Jahren liegt bei 47 % (Frauen: 30 %, Männer: 63 %) und damit unter dem Durchschnitt der Provinz Sindh von 60 %.
| Jahr | Einwohnerzahl |
| ---- | ------------- |
| 1998 | 1.319.881     |
| 2017 | 2.057.057     |